# Botanik von Ost-Afrika
Botanik von Ost-Afrika (abreviado Bot. Ost-Afrika) es un libro con ilustraciones y descripciones botánicas que fue escrito conjuntamente por Paul Friedrich August Ascherson, Johann Otto Boeckeler, Friedrich Wilhelm Klatt,  Friedrich Adalbert Maximilian Kuhn, Paul Günther Lorentz y Otto Wilhelm Sonder y publicado en Leipzig en el año 1879.
Fue reproducido desde  Reisen in Ost-Afrika in 1851-1861, Band 3, Abth. 3, Aug-Sep 1879 por Carl Claus von der Decken. 